# Pilwiszki (stacja kolejowa)
Pilwiszki (lit. Pilviškiai) – stacja kolejowa w miejscowości Pilwiszki, w rejonie wyłkowyskim, w okręgu mariampolskim, na Litwie. Położona jest na linii Kowno – Kibarty.

## Historia
Stacja powstała w XIX w. na linii Wierzbołów-Wilno. Pilwiszki (ros. Пильвишки) położone były pomiędzy stacjami Wyłkowyszki (w kierunku Wierzbołowa) i Kozłowa Ruda (w kierunku Wilna).